# Testamenty (literatura apokaliptyczna)
Testamenty – w terminologii judaistycznej i chrześcijańskiej gatunek literatury apokaliptycznej.